# Transformator

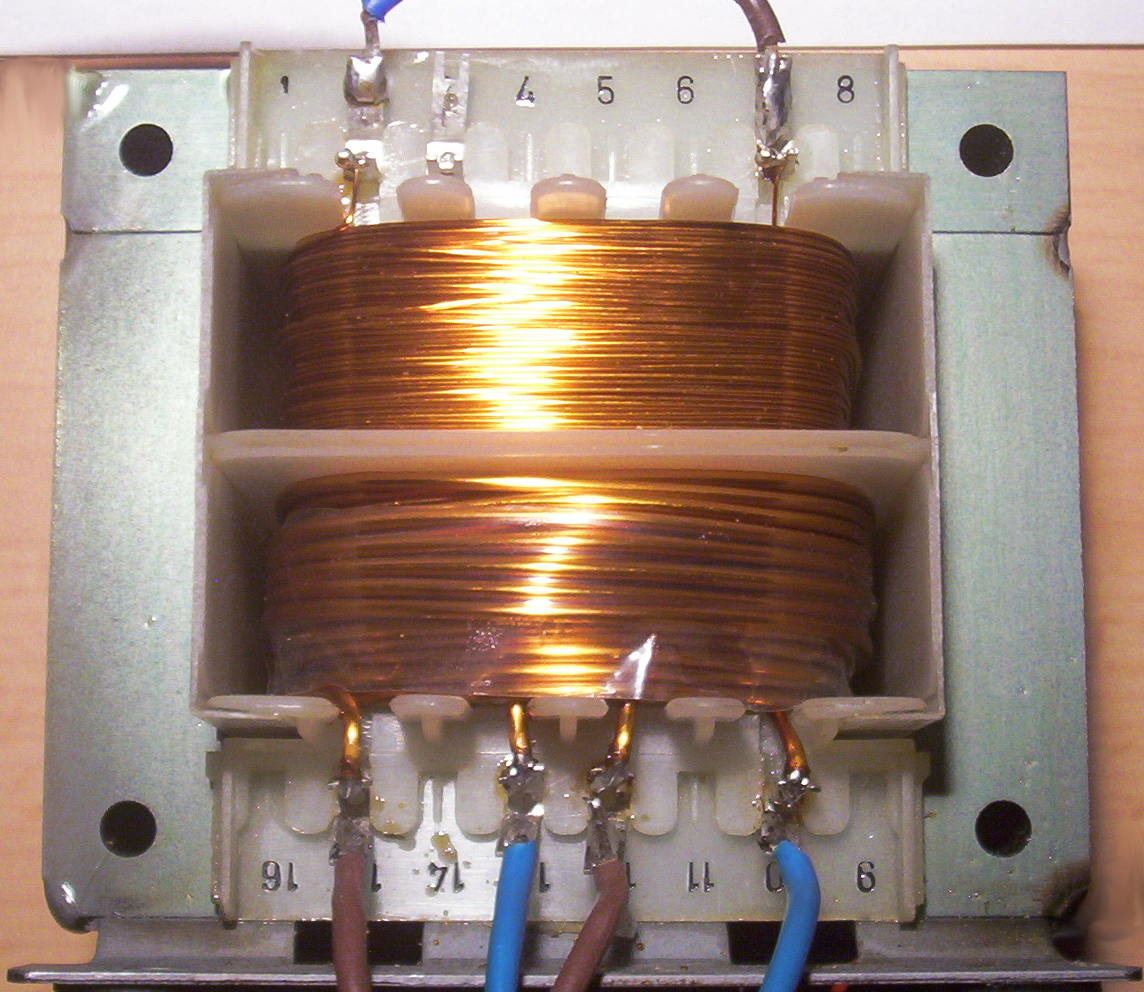
Kleine transformator

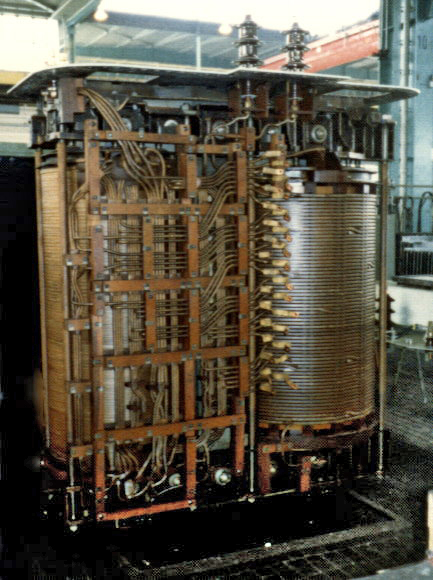
Transformator voor grote vermogens

Schematische transformator met de primaire spoel (rood) en de secundaire spoel (blauw)

Een transformator, kort trafo (NL) of transfo (BE), is een elektrisch apparaat dat wordt toegepast voor het verhogen of verlagen van een wisselspanning en/of voor het galvanisch scheiden van stroomkringen. Een transformator is in principe een apparaat zonder bewegende onderdelen, dat slechts bestaat uit magnetisch gekoppelde spoelen, de primaire en de secundaire. De spoelen zijn meestal gewonden rondom een gesloten ijzerkern die het magnetische veld concentreert en voor de magnetische koppeling van de beide spoelen zorgdraagt zonder ze te raken.
Loopt er een wisselstroom door de primaire spoel, dan ontstaat er een inductiespanning in de secundaire spoel, waarbij het aantal windingen belangrijk is: als de secundaire spoel bijvoorbeeld drie keer zoveel windingen heeft als de primaire, dan is de uitgangsspanning drie keer zo hoog als de ingangsspanning, terwijl de stroomsterkte juist een factor drie naar beneden gaat. Dit zijn theoretische getallen, die in de praktijk onhaalbaar zijn, zie het kopje Verliezen verderop in de tekst.

## Werking en toepassing
Een belangrijke toepassing is het omzetten van een hoge spanning, zoals de netspanning, naar een lagere. 
De wisselspanning op de primaire spoel veroorzaakt in die primaire spoel een wisselstroom, die volgens de wet van Lenz een vrijwel even grote en tegengestelde inductiespanning opwekt. Dit heet zelfinductie. De primaire spoel werkt als een smoorspoel als de secundaire spoel geen belasting in zijn keten heeft. Door de magnetische koppeling via de ijzerkern bereikt de wisselende magnetische flux van de primaire spoel de secundaire spoel, die in veel gevallen minder wikkelingen heeft. In deze secundaire spoel wordt – weer door de wet van Lenz – een lagere wisselspanning opgewekt: de spanning is in dit voorbeeld omlaag getransformeerd; had de secundaire spoel meer wikkelingen dan de primaire, dan zou de spanning omhoog getransformeerd worden.
De secundaire spoel heeft in veel gevallen een lager aantal wikkelingen, en wordt gewonden van dikkere draad, zodat bij deze lagere spanning een grotere stroom kan worden afgenomen. 
Een voorbeeld is de transformator die een netspanning van 230 volt omzet naar 12 volt voor halogeenverlichting. Als deze transformator 100 watt aan vermogen opneemt, zal er door de primaire spoel een stroom van 0,44 ampère lopen. Door de secundaire spoel loopt 8,33 ampère bij 12 volt, verliezen niet meegerekend. Voor deze omzetting moet de primaire spoel 19,2 windingen hebben voor elke secundaire winding.
De verhouding tussen het aantal windingen van de primaire spoel en de secundaire spoel geeft de factor waarmee de spanning omhoog, dan wel omlaag wordt getransformeerd. Dit noemt men de transformatieverhouding.

Schematische voorstelling van een transformator

Een transformator is geen versterker, het vermogen aan de primaire zijde is gelijk aan het vermogen aan de secundaire zijde, behoudens verliezen. Hierdoor kan bij hoge spanning de stroomsterkte relatief klein gehouden worden. Het vermogensverlies in de leiding is immers gelijk aan spanning maal stroom, {\displaystyle P=UI=I^{2}R}, dus sterk afhankelijk van de stroom door de leiding. Bij een gegeven leidingweerstand geeft een lage stroomsterkte bij hoge spanning dus veel minder transportverliezen dan een grote stroomsterkte bij lage spanning. Vandaar dat elektriciteit over langere afstanden getransporteerd wordt via hoogspanningsnetten van bijvoorbeeld 380 kilovolt. Hoewel de energie in de elektriciteitscentrale naar een hogere spanning getransformeerd moet worden en in de transformatorhuisjes weer omlaag naar een veiligere spanning, wordt dit ruimschoots goedgemaakt door de betere transport-efficiency bij hoge spanningen.

## Geschiedenis

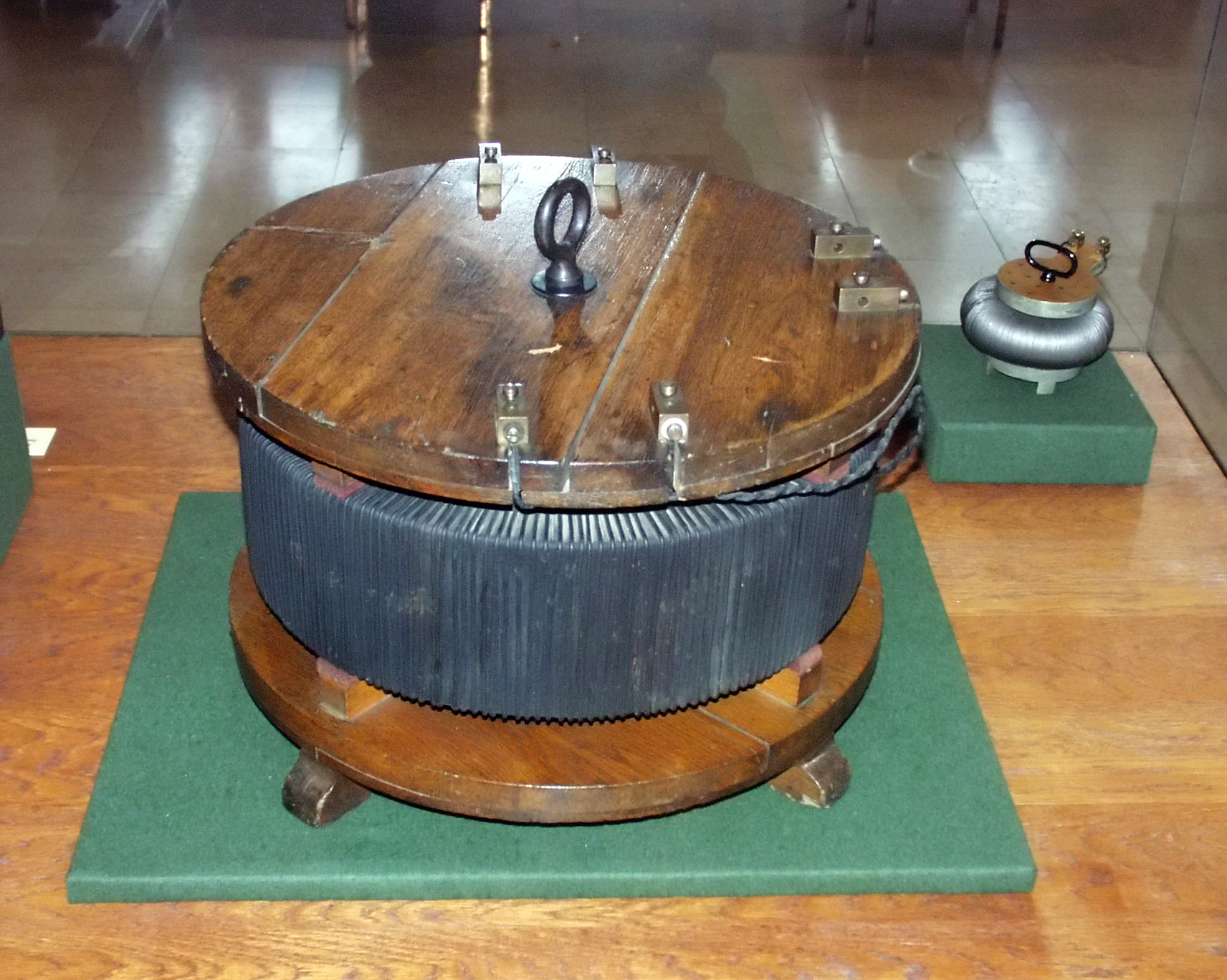
Prototypen van de eerste transformatoren (Déri-Bláthy-Zipernowsky, Budapest 1885.)

Het principe van de transformator werd al in 1831 gedemonstreerd door Michael Faraday, hoewel hij het alleen gebruikte om elektromagnetische inductie aan te tonen en hij geen praktische toepassing voorzag. Het zou tot 1880 duren voordat er een toepasbare transformator op de markt kwam. In minder dan 10 jaar zou de transformator definitief de strijd beslissen tussen gelijk- en wisselstroom en zorgde ervoor dat - tot op vandaag de dag - wisselstroom wordt gebruikt als onze elektrische energie.
De Russische ingenieur Pavel Jablochkoff vond in 1876 een verlichtingssysteem uit met booglampen en inductiespoelen. Hierbij waren de primaire windingen aangesloten op een wisselstroombron en zijn elektrische Jablochkoff-kaarsen op de secundaire windingen. Zijn inductiespoel werkte dus als een transformator. In 1882 toonden de Fransman Lucien Gaulard en de Engelsman John Dixon Gibbs in Londen als eersten een apparaat met een open ijzerkern die ze 'secondary generator' noemden. Ze verkochten hun idee aan het Amerikaanse bedrijf van George Westinghouse en lieten in 1884 hun uitvinding zien in Turijn waar hij werd gebruikt voor elektrische verlichting.
In de Verenigde Staten bouwde William Stanley Jr., een technicus in dienst van Westinghouse, in 1885 het eerste commerciële apparaat nadat Westinghouse de patentrechten van Gibbs en Gaulard voor de VS had gekocht. Zijn ontwerp was gemaakt van dunne overlappende metalen plaatjes en werd voor het eerste commercieel toegepast in 1886. In hetzelfde jaar, 1885, bouwden in Europa de Hongaarse ingenieurs Károly Zipernowsky, Ottó Bláthy en Miksa Déri, allen werkzaam bij de Ganz fabrieken, de zeer efficiënte ZBD-transformator. Hun model met een gesloten ringvormige ijzerkern was ook gebaseerd op hetzelfde model van Gaulard en Gibbs. In hun patent werd voor het eerst het woord "transformator" gebruikt.
De Russische ingenieur Michail Doliwo-Dobrowolski ontwikkelde in 1889 de eerste driefasentransformator en in 1891 vond Nikola Tesla de Tesla-spoel uit, een transformator om zeer hoge spanningen mee op te wekken. Radiofrequentietransformatoren werden gebruikt bij de eerste experimenten in de ontwikkeling van telefonie en radio.

## Constructie

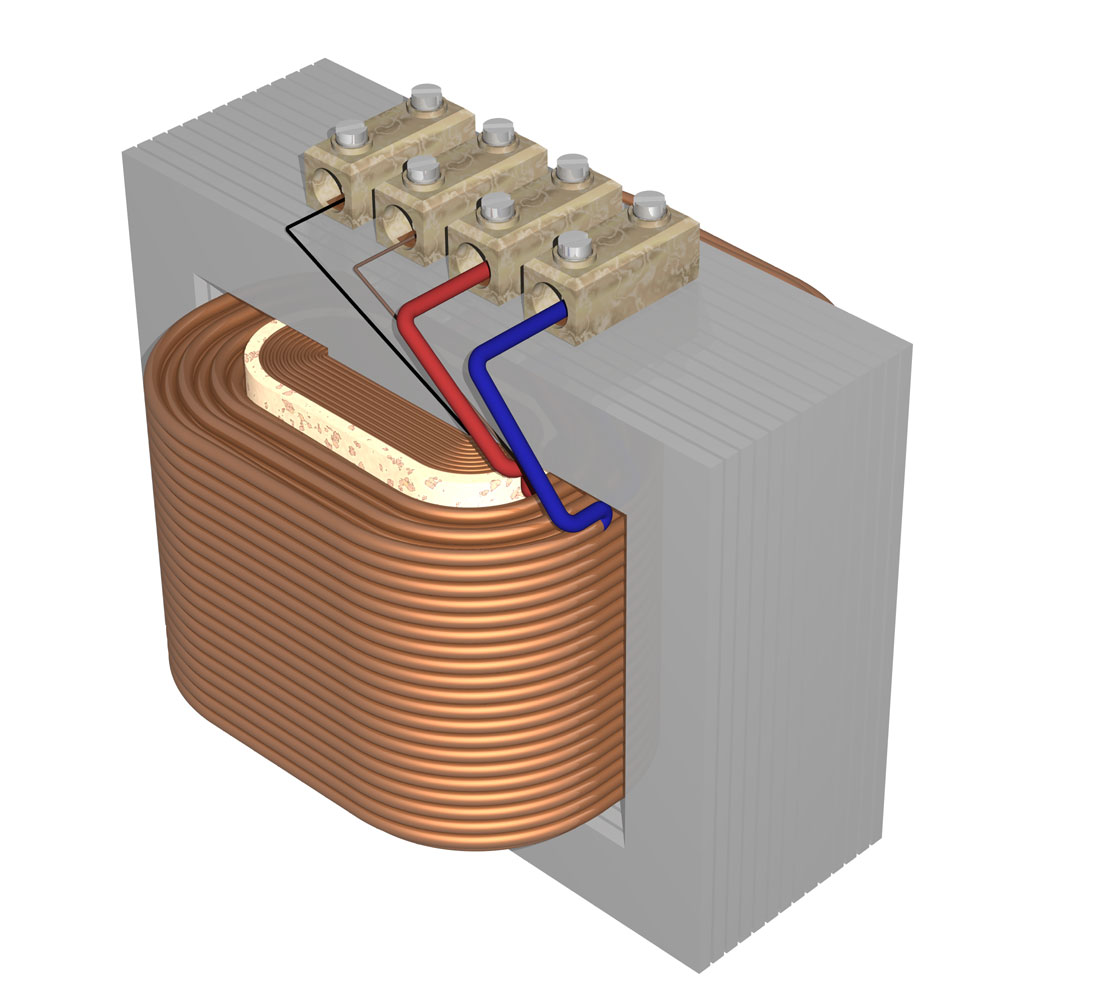
Schets van een transformator

Een transformator bestaat uit twee of meer spoelen, die zich in elkaars magnetisch veld bevinden. Soms zijn de spoelen uitgevoerd als één wikkeling met aftakkingen. Afhankelijk van de toepassing van de transformator worden de spoelen al dan niet gewikkeld rond een magnetiseerbare kern. Het wikkeldraad is meestal koper, dat is voorzien van een isolatielaagje van schellak om kortsluiting tussen de wikkelingen te voorkomen.
Bij laagfrequenttypen, transformatoren voor lage frequenties (tot circa 1000 hertz) is de kern meestal van transformatorblik: gelamelleerd, zacht siliciumstaal, dat vrij zacht is en aangeduid wordt als weekijzer. De kern bestaat uit lamellen die van elkaar geïsoleerd zijn om het vermogensverlies in de kern door wervelstromen te beperken. De uitvoeringsvorm kan naar de vorm van de ijzerlamellen een E-I-, U-I-, U-U- of een ronde kern (ringkern) zijn. De spoelen worden op een kunststof of hars-gedrenkt kartonnen spoelvorm gewikkeld.
Oude hoogvermogentransformatoren waren meestal op een "Dual-C" of "Quad-C" kern gewikkeld (C-Core). Deze waren dus als onderhelft u of uu en als bovenhelft n of nn, waarbij op de gemeenschappelijke delen de spoelen gewikkeld waren. De kerndelen werden met een zware stalen spanband bij elkaar gehouden zodat er zo min mogelijk brom en ijzerverliezen optraden. Ieder U-deel bestond uit een flink aantal lagen transformatorblik die in steeds grotere U's gebogen waren die elk exact over de vorige U pasten. Door de gebogen vorm van deze U's en hun "dwarse ligging" was er toch relatief weinig strooiveld (magnetisch veld dat buiten de spoelen omgaat en tot energieverlies leidt), in tegenstelling tot de hedendaagse E-I of E-E kern.
Bij hoogfrequenttypen (vanaf 1 kHz) is de magnetiseerbare kern vervaardigd uit ferriet: minuscule ijzerdeeltjes die met een keramische legering zijn vermengd en in de vorm van de kern zijn geperst.

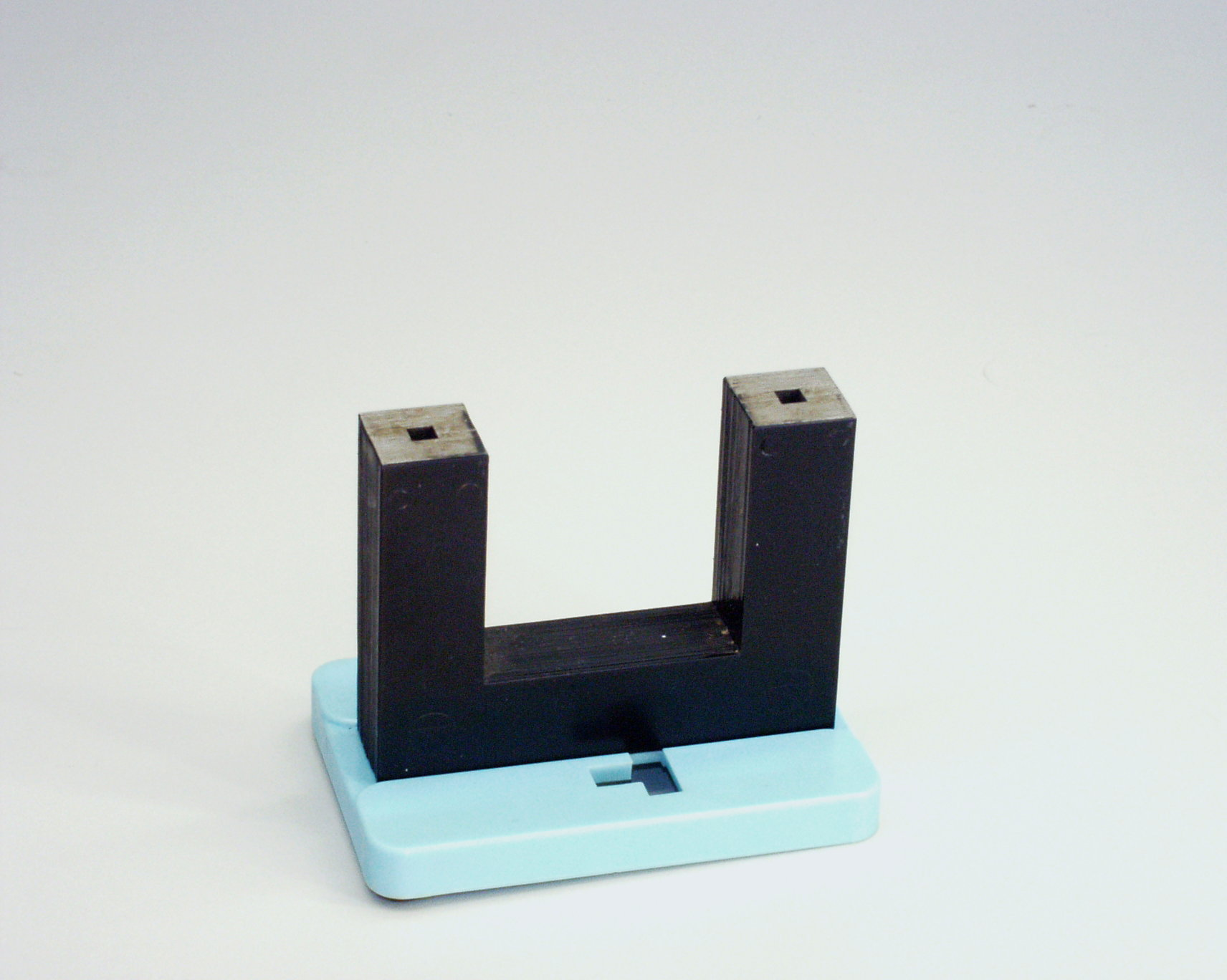
1
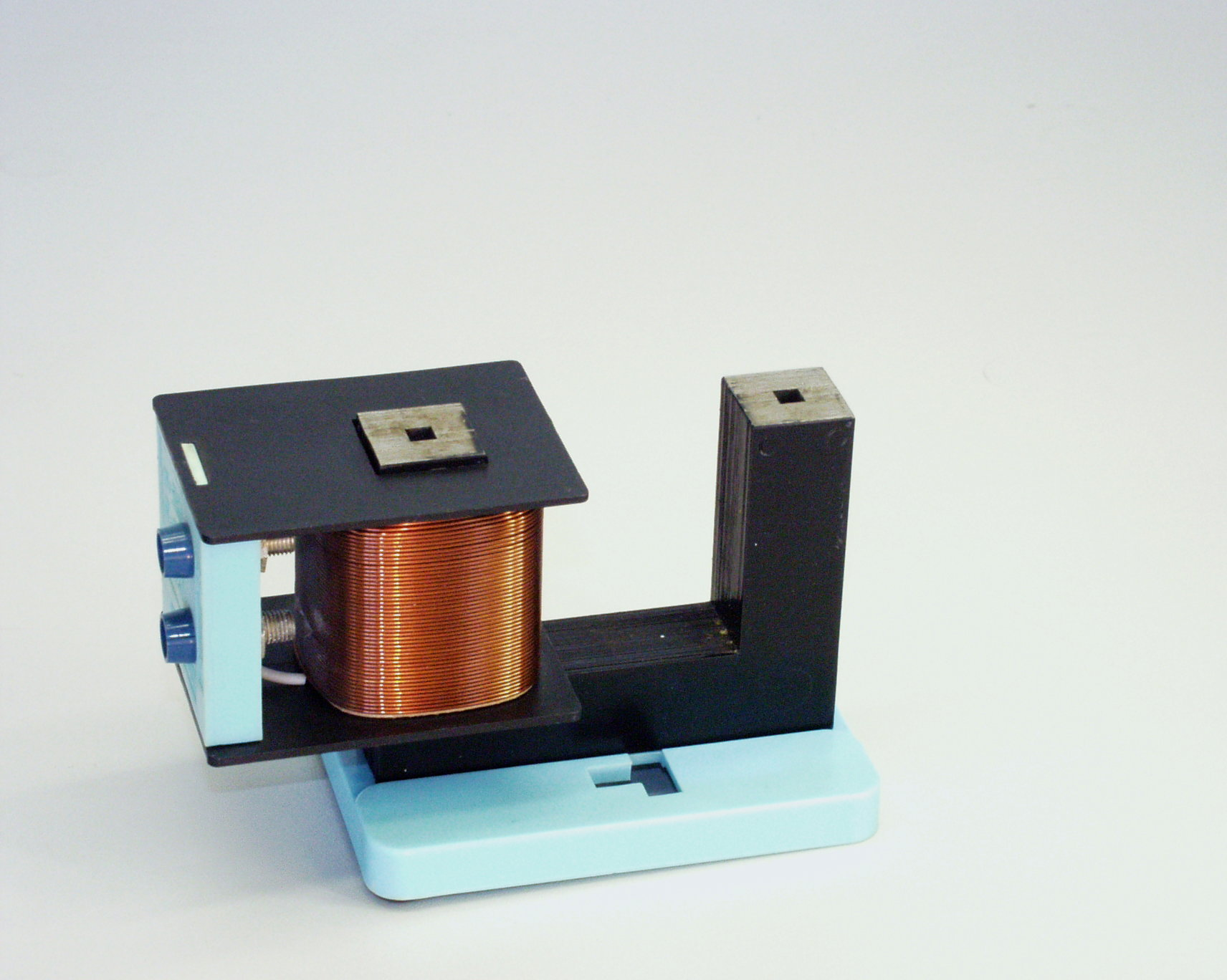
2
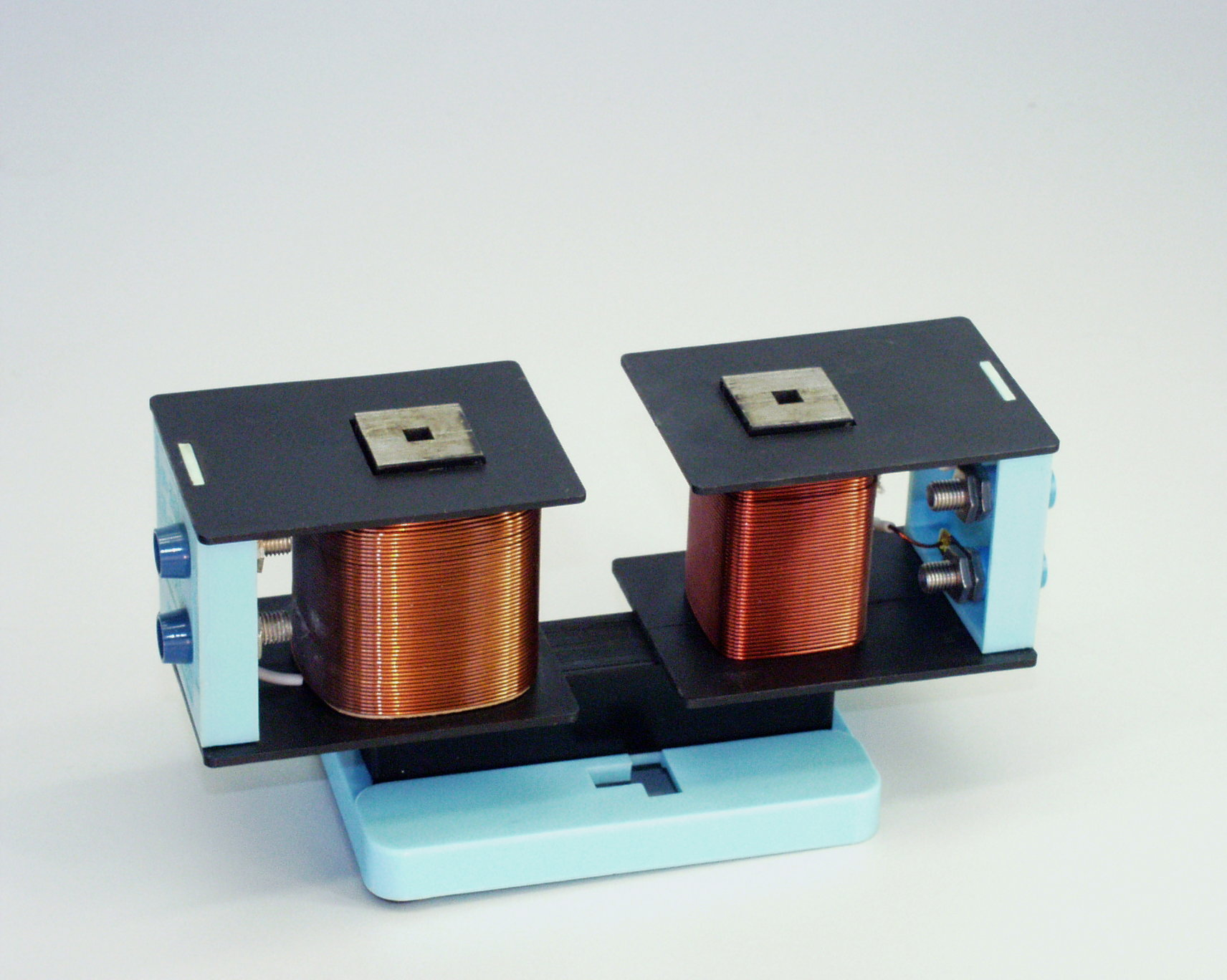
3
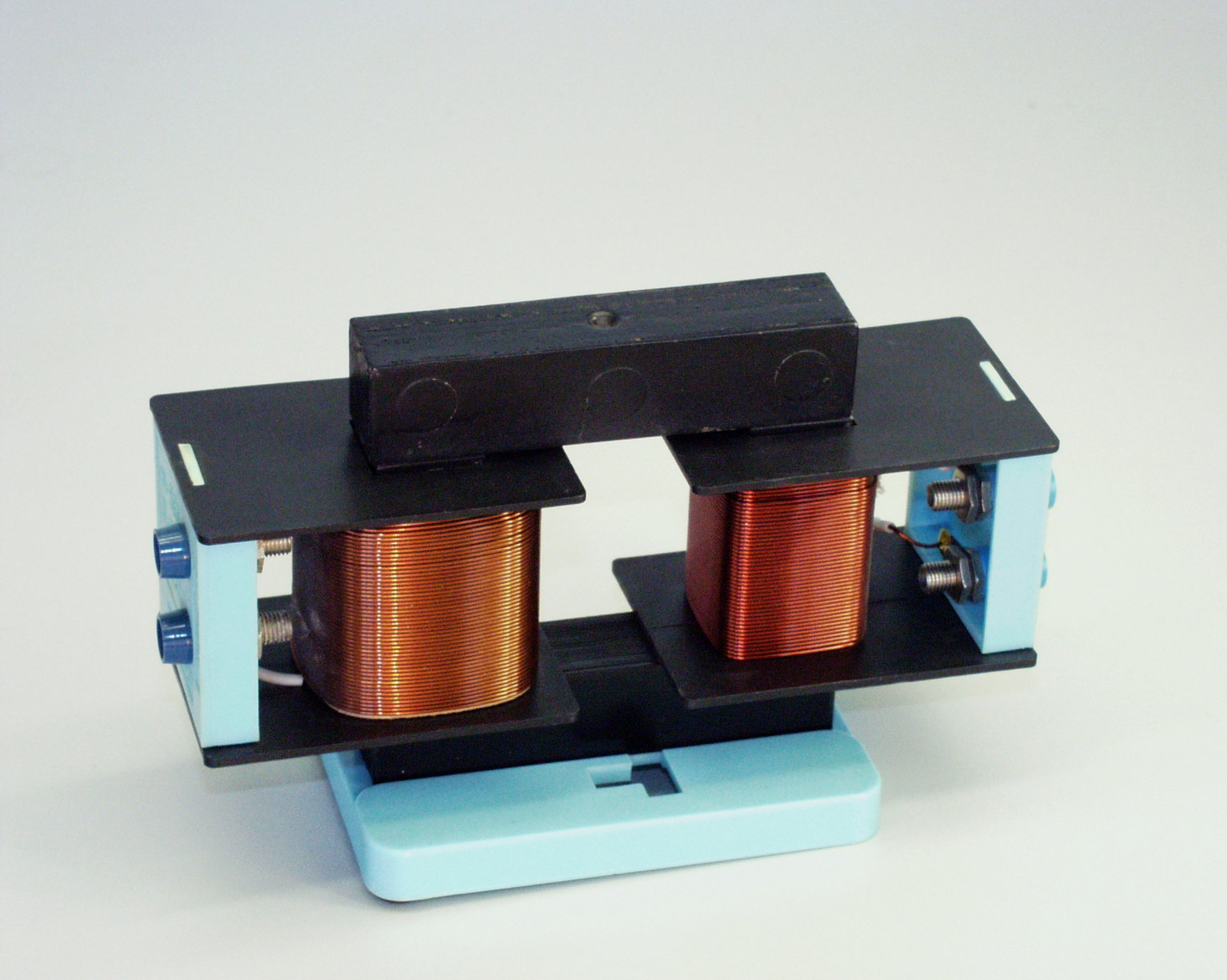
4
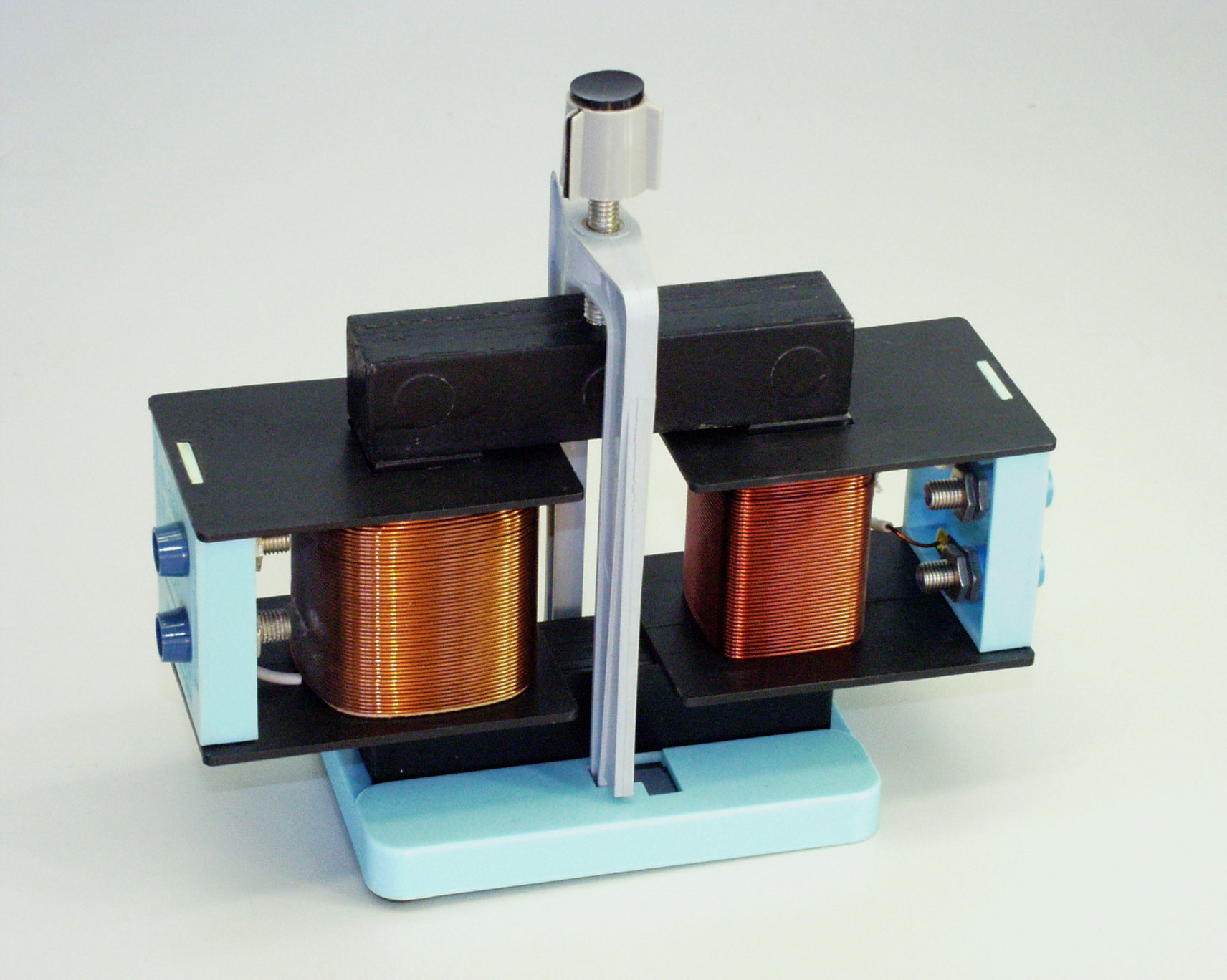
5

## Formules
Voor een transformator geldt de wet van behoud van energie. Al het aan de primaire kant opgenomen vermogen moet ergens blijven. Het grootste deel kan aan de secundaire kant weer afgenomen worden, ofwel
{\displaystyle P_{p}=P_{s}+P_{diss}}
Een klein deel van de energie wordt in de transformator echter in warmte omgezet (gedissipeerd vermogen). Voor een ideale transformator, waar geen verliezen in optreden, geldt dus (met {\displaystyle P=UI})
{\displaystyle U_{p}\cdot I_{p}=U_{s}\cdot I_{s}}
De sterkte van het magnetisch veld in de spoel is afhankelijk van het aantal windingen van die spoel en de sterkte van de elektrische stroom door die windingen. Heeft de primaire spoel np windingen en de secundaire ns windingen, dan zullen de spanning U en stroom I aan in- en uitgang van de transformator zich verhouden als:
{\displaystyle {\frac {U_{s}}{U_{p}}}={\frac {n_{s}}{n_{p}}}}
en
{\displaystyle {\frac {I_{s}}{I_{p}}}={\frac {n_{p}}{n_{s}}}}
De fractie {\displaystyle n_{s}/n_{p}} wordt ook wel de transformatieverhouding genoemd.

### Impedantietransformator
Bij gebruik als impedantietransformator (voor audioversterkers en hifi-apparatuur) geldt voor de impedantie de formule
{\displaystyle {\frac {Z_{s}}{Z_{p}}}=\left({\frac {n_{s}}{n_{p}}}\right)^{2}}

## Verliezen
In de praktijk treden altijd verliezen op, die in bovenstaande formules niet verwerkt zijn. Oorzaken van verliezen zijn: warmteproductie in de spoelen (koperverliezen), geluidsproductie en magnetische verliezen (ijzerverliezen). Vooral warmteverliezen zijn kwantitatief belangrijk. Toch is met transformatoren meestal een hoog nuttig rendement te halen, in de orde van 90%. Bij goedkope adapters (voedingsapparaten met kleine transformators in een behuizing die in haar geheel in het stopcontact wordt gestoken) wordt soms bezuinigd op de metalen lamellen van de kern. Het gevolg hiervan is dat de overige lamellen sneller in magnetische verzadiging kunnen raken, waardoor er meer primaire stroom gaat lopen, met als gevolg meer warmteontwikkeling.

### Warmte-afgifte
De warmteafgifte van transformatoren wordt als volgt berekend:
{\displaystyle P_{v}=P_{0}+1{,}1\cdot P_{\text{K120}}\cdot \left({S_{\text{AF}} \over S_{\text{AN}}}\right)^{2}}
Hierbij zijn de volgende variabelen opgenomen:
{\displaystyle P_{v}}, de warmte-afgifte van de transformator in W
{\displaystyle P_{0}}, de warmte-afgifte van de transformator bij nullast in W
{\displaystyle P_{\text{K120}}}, de warmte-afgifte van de transformator bij volle belasting en een kerntemperatuur van 120 °C in W
{\displaystyle S_{\text{AF}}}, het vermogen van de transformator met mechanische ventilatie uitgeschakeld
{\displaystyle S_{\text{AN}}}, het vermogen van de transformator met mechanische ventilatie ingeschakeld

### E-kern versus ringkern

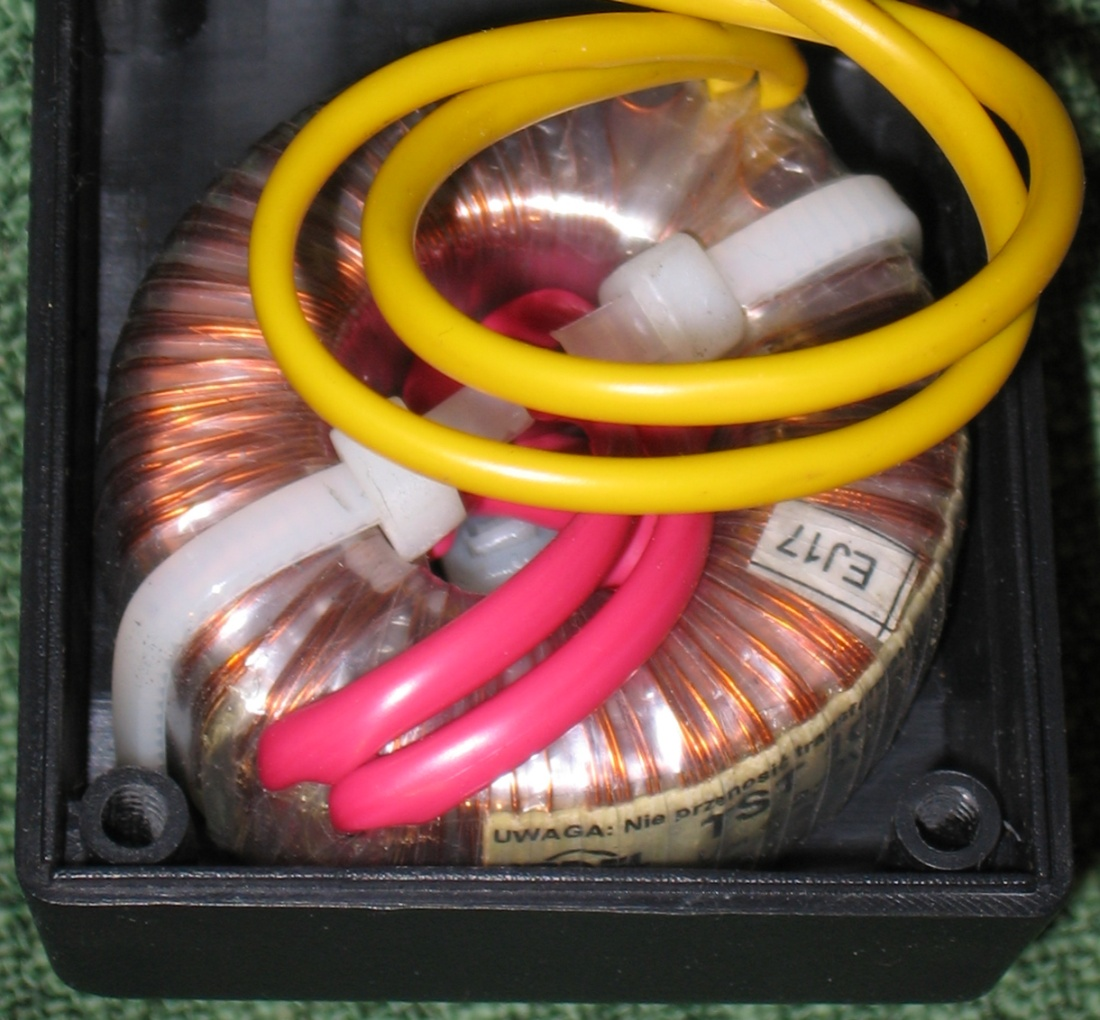
Kleine ringkerntransformator

De simpelste uitvoering van de transformator heet E-E- of E-I-kerntransformator, naar de vorm van het deel van het lamellenpakket waarover de spoelen worden geschoven. De spoelen worden over de middelste poot van de E geschoven. Hierna wordt een tweede, E- of I-vormig pakket tegen het E-vormige pakket geschoven. Bij betere uitvoeringen zijn de lamellen om en om gestapeld. Een probleem bij de E-kern-transformator is dat de lamellen van de kern niet één doorlopend geheel vormen, maar dat de kern uit twee delen bestaat die zo goed mogelijk tegen elkaar worden gedrukt.
De kern van een ringkerntransformator bestaat uit één doorlopende band van weekijzer, die is opgerold tot een ring. Over deze ring worden de wikkelingen gelegd. Een ringkerntransformator heeft minder verliezen, maar is duurder om te maken vanwege de technische problemen bij het wikkelen van de spoelen. Ook heeft de ringkern een gunstiger gevormd magnetisch circuit waardoor het strooiveld kleiner is.
Een transformator die dubbel geïsoleerd is, heeft de primaire en secundaire wikkelingen op afzonderlijke kunststof vormen. Voor gewone transformatoren voor consumentengebruik is dat de veiligste manier. Vroeger werden de primaire en secundaire wikkelingen soms over elkaar heen gewikkeld. Als door hitte of mechanische beschadigingen de isolatie van de wikkelingen stuk ging, dan kon de secundaire wikkeling onder netspanning komen te staan.
Bij ringkerntransformators worden de wikkelingen meestal direct over elkaar heen gewikkeld wat het ontwerp energiezuiniger maakt. Het maakt de ringkerntransformator tegelijk relatief kwetsbaar en daardoor minder geschikt voor consumententoepassingen. Ringkerntrafo's zijn vaak te vinden in zwaardere (eind)versterkers.
Een eenvoudige transformator kan kortsluitvast gemaakt worden, door hem minder effectief te maken. Wanneer een ringkerntransformator aan de secundaire zijde kortgesloten wordt (bijvoorbeeld doordat het aangesloten apparaat stuk is gegaan) dan gaat er primair een grote stroom lopen. Er ontstaat zo in korte tijd zeer veel warmte. Door zijn hoge rendement is de ringkerntransformator niet kortsluitvast te maken. Daarom wordt hij vrijwel niet meer gebruikt in consumentenproducten.
De Europese EMC-richtlijn pleit wel voor het gebruik van de ringkern, vooral vanwege het beperkte strooiveld.

## Speciale uitvoeringen

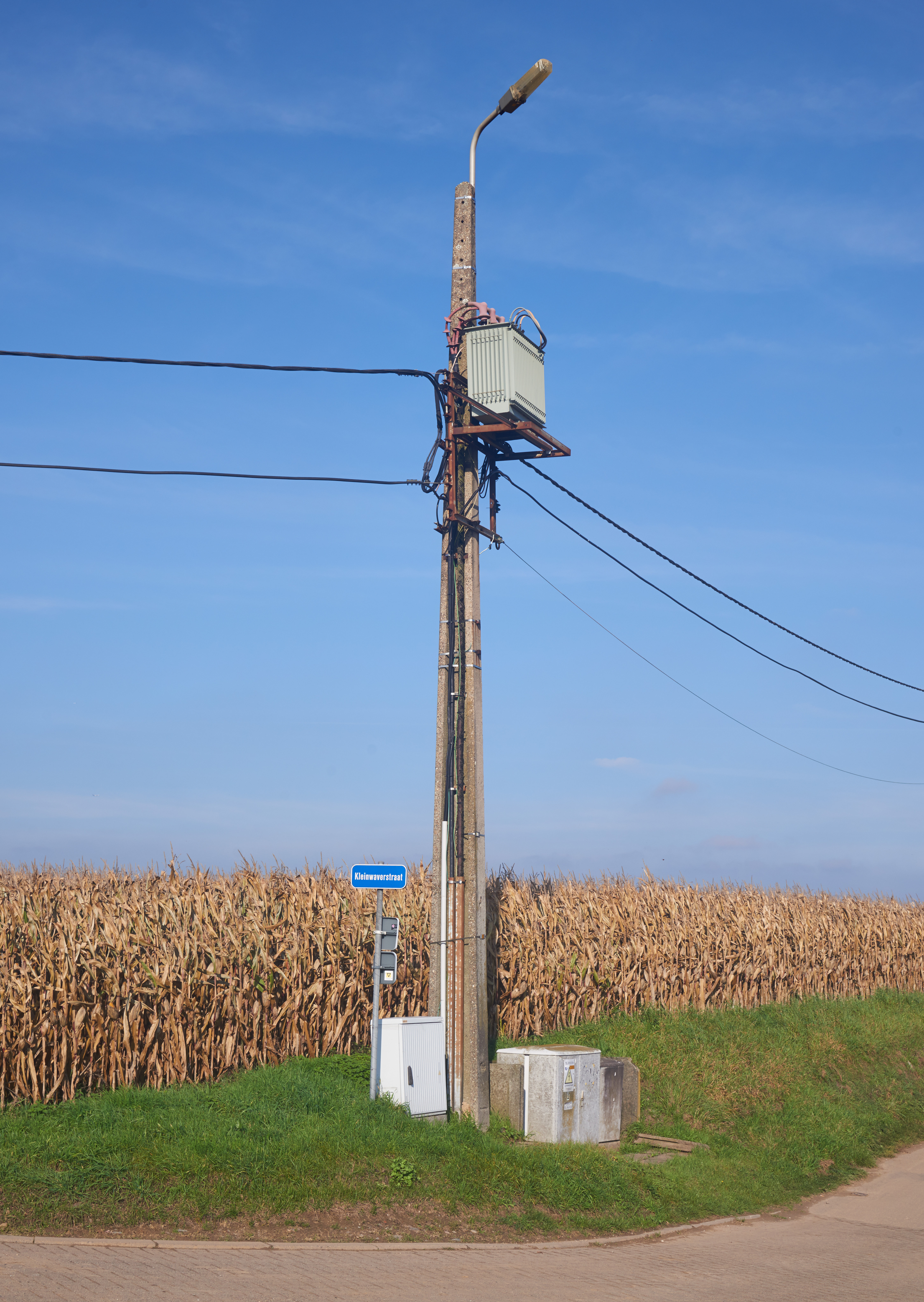
Transformator aan een paal en schakelkasten

Er zijn ook speciale soorten transformatoren:
- Autotransformator. Deze bestaat uit slechts één wikkeling die op een of meer punten 'afgetakt' is. Nadeel van dit type transformator is dat de primaire en secondaire zijde niet galvanisch gescheiden zijn. Een voordeel is dat een gedeelte van de wikkeling van veel dunner draad gewikkeld kan worden en de transformator daardoor lichter en goedkoper kan zijn. Reden hiervoor is dat een gedeelte van de wikkeling alleen benodigd is voor de instandhouding van het magnetische veld.
- Variac of variabele transformator. Dit is een autotransformator met een variabel punt van aftakking, en daardoor met een variabele uitgangsspanning. Veelal wordt dit aftakpunt uitgevoerd als een loopwiel of een sleepcontact op een ronde wikkeling. Variacs worden onder andere gebruikt om in testopstellingen netspanningsvariaties te simuleren. Soms wordt de variabele uitgangsspanning van een secundaire wikkeling afgenomen, waardoor het aangesloten apparaat niet rechtstreeks met de netspanning is verbonden. Dit is vooral van belang voor de veiligheid bij onderzoek- en reparatiewerkzaamheden.
- Bobine. Een bobine is een speciale transformator die in het ontstekingssysteem van auto's met mengselmotor gebruikt wordt om de hoogspanning op te wekken waarmee met behulp van een bougie vonk het brandstofmengsel wordt ontstoken.
- Driefasentransformator. Speciaal voor het omvormen van driefasenspanningen bedoeld.
- Lastransformator. Deze trafo bevat een verschuifbare kern waarmee de maximale stroomsterkte is in te stellen. De uitgangsspanning is laag en de uitgangsstroom hoog.
- Veiligheidstransformator. Primaire en secundaire spoelen van de veiligheidstrafo's zijn door een dubbele isolatielaag van elkaar gescheiden om elektrocutiegevaar weg te nemen. Veiligheidstransformatoren worden gebruikt in vochtige vertrekken en besloten ruimten als voeding voor looplampen, elektrisch materieel bij medische toepassingen, en dergelijke
- Scheidingstransformator. Net als bij de veiligheidstrafo zijn de primaire en secundaire spoelen hier met dubbele isolatie van elkaar gescheiden, maar de primaire spanning is gelijk aan de secundaire spanning (meestal 230 V). Scheidingstrafo's worden gebruikt om elektrocutiegevaar te verminderen als de keuze voor een veiligheidstransformator niet gemaakt kan worden. De meeste laboratoriumtoestellen, zoals de oscilloscoop, hebben omwille van veiligheidsredenen een ingebouwde scheidingstrafo. Een scheerstopcontact bevat een scheidingstrafo, zodat het zonder gevaar in een badkamer aanwezig mag zijn.
- Uitgangstransformator. Deze trafo wordt gebruikt in buizenversterkers om de wisselstroom die op de gelijkstroom uit de anode van een elektronenbuis is gesuperponeerd, aan een luidspreker af te geven. De trafo gedraagt zich als een scheidingstransformator en als de boven beschreven impedantietransformator.
- Verhuistransformator. Meestal voorzien van 230 of 240 V (vroeger 220 V) en 100, 110 of 115 V aansluitingen. Bedoeld om apparaten die geschikt zijn voor een bepaald type net, op een ander net aan te sluiten (bijvoorbeeld na een verhuizing naar een ander land of continent). Hiervoor gebruikt men meestal een autotransformator. Afhankelijk van de 'richting' van omzetten worden landen-specifieke aansluitingen (stekker en stopcontact) gebruikt. De verhuistransformator kan 'beide' richtingen (van hoog naar lage spanning en omgekeerd) worden gebruikt. Verhuistrafo's moeten niet verward worden met verhuisadapters. Dit zijn elektronische schakelingen (meestal met een triac die van een hoge spanning een pseudo lage spanning maakt. En dit kan niet omgekeerd!)
- Tokamak. De plasmastroom in een tokamak wordt op gang gebracht en gehouden door het transformatorprincipe, waarbij de plasmaring dienstdoet als secundaire spoel. Zie kernfusie.
- Schuiftransformator. Schuiftransformators kunnen stroom of signalen van een vaste punt naar een bewegend onderdeel doorgeven. Zie ook de Lineaire Variabele Differentiële Transformator.
- Meettransformatoren waaronder spanningstransformatoren en stroomtransformatoren. Deze transformatoren hebben niet tot doel een belasting te voeden, maar een meetsignaal te transformeren naar een meetbare waarde. Zij worden voornamelijk ingezet voor energiemeting en beveiliging van installaties.
- Aardingstransformator die een driefasig net zonder nulpunt kan aarden om zwevende potentialen tegen te gaan.
- Treintransformator is de transformator die de spanning van de bovenleiding van het spoorwegnet omlaag transformeert naar het niveau van de tractiemotoren.
- Vermogenstransformator. Vermogenstransformatoren worden in onderstations ondergebracht voor de distributie van elektrisch vermogen. Ze hebben een zeer hoog rendement; beter dan 99%, en een zeer hoge impedantie om kortsluitstromen te beperken tot ongeveer een factor 5×Inom. Ze hebben doorgaans ook een regelschakeling waardoor de netspanning constant kan gehouden worden bij veranderende belasting. Vanaf ongeveer 10 MVA spreekt men over een vermogenstransformator.
- AC spanning stabiliserende transformator (1). Dit is een transformator, meestal een autotransformator, met verschillende aftappingen. Via besturingselektronica en relais wordt automatisch de aftapping gekozen die het dichtst bij de gewenste uitgangsspanning ligt.
- AC spanning stabiliserende transformator (2) ook wel CVT genoemd. Ook kan automatisch een constante uitgangsspanning worden bereikt door het magnetische verzadigingsniveau van de kern te regelen (door een hoogfrequent signaal via een aparte wikkeling te induceren).
- Spoel. Als een spoel uit meerdere gekoppelde wikkelingen bestaat is het een transformator. Deze spoelen worden veelal in hoogfrequent apparatuur zoals radars en radio's, toegepast.

## Geluidsproductie

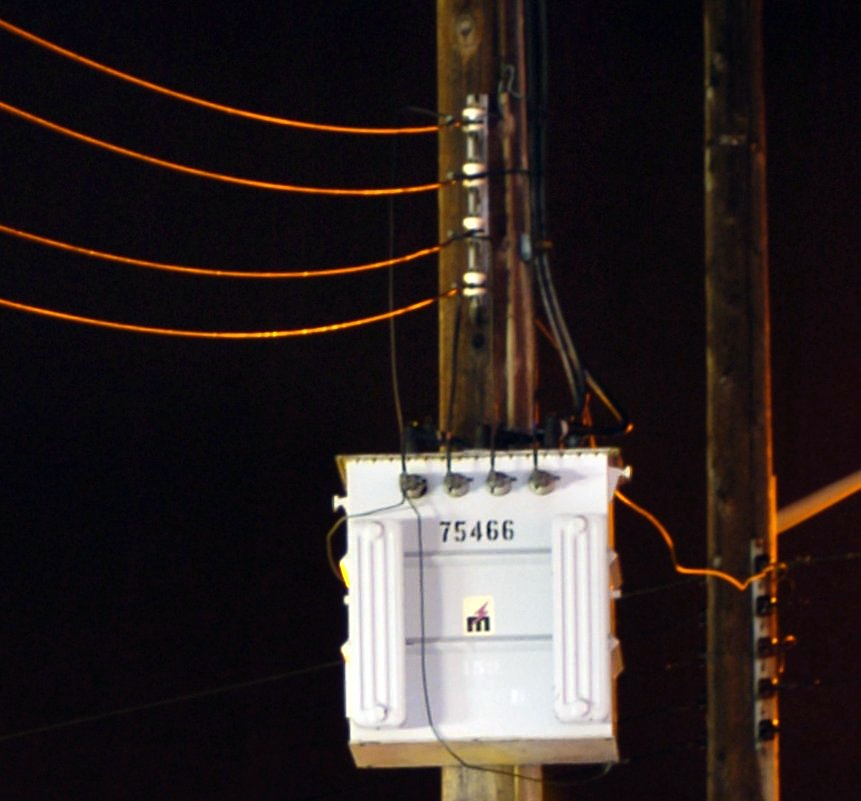
Transformator in mast

De geluidsproductie van transformatoren wordt veroorzaakt door magnetostrictie, het verschijnsel dat de magneetkern krimpt en uitzet met de grootte van het magnetisch veld. De optredende trilling veroorzaakt het geluid dat rond een transformator hoorbaar is als een toon met de dubbele frequentie van de wisselspanning. Transformatoren in het lichtnet produceren hierdoor geluid van 100 Hz en lage gehele veelvouden hiervan (brommen). Bij grotere transformatoren in de open lucht kan dit leiden tot geluidshinder. Doordat het optredende geluid een lage frequentie heeft en bovendien goed voorspelbaar is, kan het geluid van transformatoren met antigeluid worden bestreden. Het was daarmee in 2003 een van de weinige praktische toepassingen van antigeluid.
Een andere geluidsbron zijn de eventuele corona-ontladingen. Hierbij wordt dicht bij een geleider de doorslagveldsterkte van lucht overschreden, waardoor de lucht daar geïoniseerd raakt, en onder invloed van de aanwezige velden beweegt.

## Toekomst
Weliswaar wordt de grote blikpakkettransformator in sommige elektronische toestellen nog steeds toegepast, maar nieuwe technologieën hebben de toepassing sterk teruggedrongen. Tegenwoordig worden de traditionele transformatoren met twee spoelen verdrongen door  schakelende voedingen, die op elektronische wijze eerst de netspanning gelijkrichten  en die gelijkspanning met een (MOSFET)schakeltransistor in een hoogfrequente wisselspanning omzetten. Secundair wordt die wisselspanning weer gelijkgericht. Er kan nu voor een vergelijkbaar vermogen een veel kleinere ferrietkerntransformator gebruikt worden, om toch de benodigde secundaire spanning te verkrijgen. Deze schakelende voedingen zijn kleiner, lichter en goedkoper, en hebben een hoog rendement, maar zijn over het algemeen minder betrouwbaar door de grotere hoeveelheid componenten. Schakelende voedingen voor onder andere laptops, camera's enz. hebben meestal een constante uitgangsspanning bij een ingangsspanning die mag variëren van 110 tot 240 volt. Dit is mogelijk door de duty cycle van de genoemde schakeltransistor te variëren. Voor grotere vermogens moet er tegenwoordig om netvervuiling tegen te gaan nog een zogenaamde Power Factor Corrector (PFC) worden geschakeld tussen netgelijkrichter en afvlakcondensator. Zie EN 61000-2-3.